# طراقیه
طراقیه روستایی در دهستان علی‌صدر از شهرستان کبودرآهنگ در استان همدان است.

## جمعیت
این روستا در دهستان علی‌صدر قرار دارد و براساس سرشماری مرکز آمار ایران در سال ۱۳۹۵، جمعیت آن ۵۸۶ نفر (۱۶۷ خانوار) بوده‌ است.